# Pabean (Dringu)
Pabean is een bestuurslaag in het regentschap Probolinggo van de provincie Oost-Java, Indonesië. Pabean telt 6212 inwoners (volkstelling 2010).